# كليفورد جاي روجرز
كليفورد جاي روجرز (بالإنجليزية: Clifford J. Rogers)‏ هو أستاذ جامعي ومؤرخ أمريكي، ولد في 1967.